# Różan
Różan este un oraș în Polonia.